# Polanco (estación)
Polanco es una de las estaciones que forman parte del Metro de la Ciudad de México, perteneciente a la Línea 7. Se ubica al poniente de la Ciudad de México, en la alcaldía Miguel Hidalgo.

## Información general
Debe su nombre al estar situada en la colonia Polanco y el isotipo de la estación representa la torre del reloj ubicada en el Parque Lincoln que está situado a unas cuadras de la estación.
Esta colonia es una de las de mayor auge en la ciudad, es una rica muestra de la arquitectura de estilo colonial-californiano. 
En 1930 las avenidas de Homero y de Horacio eran apenas caminos de tierra que limitaban cada sembradío de maíz. La avenida de Masaryk era el camino principal a la Hacienda de Los Morales, conocida entonces como la avenida de la Piedra Redonda y, sobre la calle de Arquímedes, antes avenida del Paredón, tan sólo había establos.
En Campos Elíseos, hoy una de las avenidas más lujosas y con comercios exclusivos de la ciudad, era el cauce del río que limitaba y regaba los campos de la hacienda. Este río, que cruzaba por la colonia Anzures, desembocaba en el Circuito Interior para bajar por la Calzada de la Verónica y pasar por Consulado hasta llegar al lago de Texcoco. 
En el lugar se erigieron las mejores casonas de la época, recintos que eran el reflejo del auge económico que en aquel entonces vivía el país. En la actualidad, en su mayoría, estas casas han sido convertidas en corporativos lujosos, tiendas exclusivas o restaurantes.
Al demoler la primera casa neocaliforniana, Polanco comenzó a perder su imagen urbana, su entorno y su historia. La colonia se sitúa en un punto céntrico de la ciudad y sus vialidades se congestionan cada vez más debido a la densidad con que se han ido incrementando.
La estación de Polanco se encuentra cerca de la avenida Presidente Masaryk, una de las calles más lujosas de todo el país. Esta avenida es conocida por su gran oferta de tiendas de lujo, restaurantes exclusivos y edificios de oficinas, lo cual atrae a una gran cantidad de visitantes tanto locales como extranjeros.
El 15 de enero de 2023 ocurrió un accidente dentro de la estación cuando los vagones de un convoy se separaron, causando el cierre temporal de la estación y de parte de la línea 7.
De acuerdo a las estadísticas del STC metro, en el último trimestre (Octubre - Diciembre) del 2023, la estación Polanco se convirtió en la estación de mayor afluencia de la línea 7 superando a Barranca del Muerto. Además de encontrarse dentro de las 20 estaciones de mayor afluencia de la red presentando un uso total de casi 40 mil pasajeros en día laboral.

## Afluencia
La siguiente tabla muestra la afluencia de la estación en los últimos 10 años:
| Afluencia Anual de Pasajeros | Afluencia Anual de Pasajeros | Afluencia Anual de Pasajeros | Afluencia Anual de Pasajeros | Afluencia Anual de Pasajeros | Afluencia Anual de Pasajeros |
| ---------------------------- | ---------------------------- | ---------------------------- | ---------------------------- | ---------------------------- | ---------------------------- |
| Año                          | Afluencia                    | A Diario                     | Ranking                      | Incremento                   | Ref.                         |
| 2023                         | 9,694,024                    | 26,558                       | 26°/195                      | +30.04%                      | [ 7 ]                        |
| 2022                         | 7,454,437                    | 20,423                       | 40°/175                      | +38.73%                      | [ 8 ]                        |
| 2021                         | 5,373,504                    | 14,721                       | 45°/195                      | -13.03%                      | [ 9 ]                        |
| 2020                         | 6,178,428                    | 16,880                       | 40°/195                      | -52.58%                      | [ 10 ]                       |
| 2019                         | 13,028,555                   | 35,694                       | 24°/195                      | +5.05%                       | [ 11 ]                       |
| 2018                         | 12,402,252                   | 33,978                       | 29°/195                      | +3.51%                       | [ 12 ]                       |
| 2017                         | 11,981,607                   | 32,862                       | 32°/195                      | +1.26%                       | [ 13 ]                       |
| 2016                         | 11,832,706                   | 32,329                       | 38°/195                      | +3.27%                       | [ 14 ]                       |
| 2015                         | 11,458,073                   | 31,391                       | 41°/195                      | +11.16%                      | [ 15 ]                       |
| 2014                         | 10,307,974                   | 28,241                       | 48°/195                      | -2.24%                       | [ 16 ]                       |

## Conectividad

### Salidas de la estación
- Poniente: Avenida Arquímedes entre Avenida Horacio y Avenida Temístocles, Colonia Polanco IV Sección (Polanco Reforma).
- Oriente: Avenida Arquímedes entre Avenida Horacio, Calle Heráclito y Avenida Lamartine, Colonia Polanco V Sección (Chapultepec Morales) .

## Sitios de interés
- Sala de Arte Público Siqueiros
- Conservatorio Nacional de Música
- Parque Lincoln